# Charles de Gaulle
Charles André Joseph Marie de Gaulle [ˌʃaʀldəˈgol], född 22 november 1890 i Lille, Frankrike, död 9 november 1970 i Colombey-les-Deux-Églises, var en fransk statsman, politiker och militär. Som överste i franska armén hade han tidigt motsatt sig tanken på pansarkåren enbart som ett stöd åt infanteriet. Han var den ende som förmådde Frankrike till motanfall mot de framvällande tyska pansardivisionerna i maj 1940 och befordrades till brigadgeneral innan han från London ledde de fria franska trupperna under resten av andra världskriget. Han var regeringschef 1944–1946 samt 8 januari 1959–28 april 1969 Frankrikes president.
Efter de Gaulles önskan och en folkomröstning infördes den 4 oktober 1958 den femte republiken (franska: La Cinquième République), det vill säga dagens franska konstitution som, till skillnad från 3:e och 4:e republikerna, grundar sig på ett starkt och direktvalt presidentämbete. de Gaulle blev dess förste president, efter att ha fått hela 78 procent av elektorskollegiets röster i valet den 21 december 1958. Han omvaldes med tydlig marginal i Frankrikes första allmänna presidentval mot François Mitterrand 1965.
Under de Gaulles tid som president kom han - trots inledande löften om motsatsen - att ombesörja Algeriets självständighet från Frankrike 1962. Som president förespråkade han en interventionistisk ekonomisk politik (dirigisme), beordrade utveckling av franska atom- och vätebomber och blev allmänt känd som försvarare av det franska språket gentemot engelskan (i film, television och till och med trafikflygets radiokommunikation). Han förespråkade Québecs oberoende från Kanada med orden Vive le Québec libre vid ett besök i Montréal, vilket vållade en önskan från premiärminister Lester Pearson att de Gaulle aldrig skulle återvända till Kanada igen. I syfte att bibehålla Frankrike som EEG:s (nuvarande EU) ledande makt lade han in veto mot Storbritanniens ansökan 1964 och 1967. de Gaulles uttalade vision var ett världsledande europeiskt maktblock. Han lyckades stabilisera sin ställning efter 68-händelserna med en förstärkt majoritet i nationalförsamlingen, men avgick 1969, vid 78 års ålder, sedan det franska folket i en folkomröstning vänt sig mot ökad decentralisering. I nyvalet vann hans mångårige premiärminister, Georges Pompidou, och den organisatoriska strömning som bär hans namn, gaullisterna, behöll en dominerande ställning i fransk politik under decennier efter hans död. Med undantag för Mitterrand (som utmanade honom i valet 1965) hade samtliga presidenter fram tills 2007 tjänstgjort i de Gaulles regering.
Paris internationella flygplats Paris-Charles de Gaulles flygplats (Aéroport Paris-Charles de Gaulle) är uppkallad efter honom.

## Biografi

### Första världskriget
de Gaulle växte upp i ett katolskt hem och blev officer 1912. Under första världskriget sårades han tre gånger i strid och togs som krigsfånge av tyskarna 1916. Under sin fångenskap genomförde de Gaulle fem misslyckade rymningsförsök, men kvarblev i krigsfångenskap till november 1918. Hemkommen efter kriget deltog han som frivillig i en fransk hjälpkår på polsk sida under det polsk-ryska kriget 1920–1921 under Maxime Weygand. Därefter blev han lärare i krigshistoria vid Saint-Cyr. de Gaulle fortsatte själv samtidigt sina studier och var en tid kommenderad till Philippe Pétains stab och hade 1929–1932 särskilda uppdrag i Främre Orienten. Han var 1932–1936 sekreterare i högsta försvarsrådet och blev 1937 överste och chef för ett stridsvagnsregemente i Metz.
de Gaulle hade redan på 1920-talet framträtt som militär författare och med tiden bildat sig en självständig, gentemot arméledningen kritisk uppfattning om det franska försvarets organisation och planläggning. I sin bok Vers l’armée de métier som publicerades 1934, angrep han den på Maginotlinjen grundade defensivstrategin. Han föreslog en yrkesarmé, byggd på den moderna krigstekniken. Frankrike måste enligt hans mening skaffa sig ett rörligt, mekaniserat försvar. de Gaulle framlade bland annat vissa klarsynta teorier om pansarvapnet, men lyckades inte vinna gehör. En av de få som insåg betydelsen av de Gaulles idéer var politikern Paul Reynaud. Denne stödde de Gaulle, men utan framgång.

### Andra världskriget

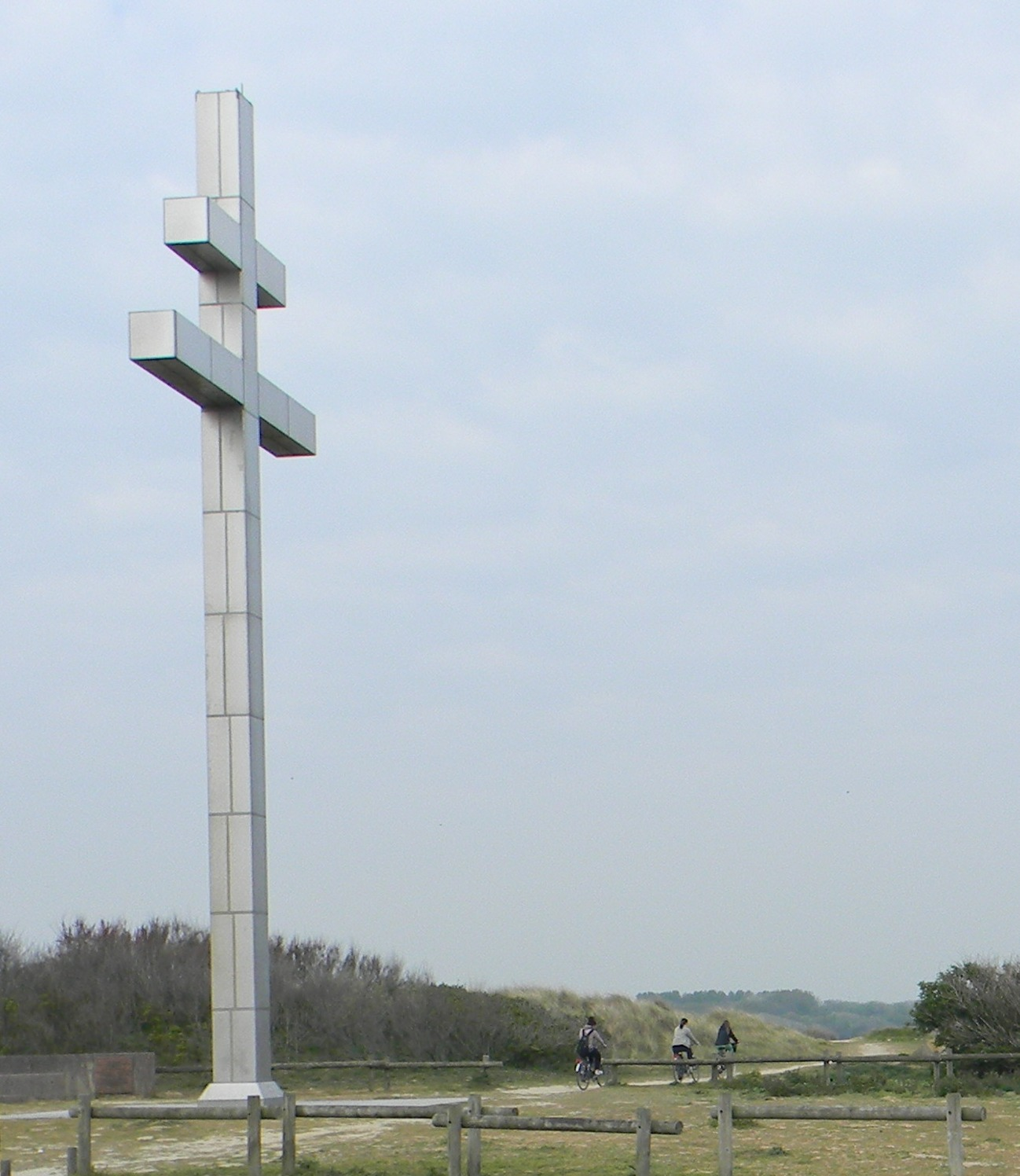
Efter Landstigningen i Normandie kunde de Gaulle återvända till Frankrike. På platsen är rest ett Lorrainekors, symbolen för det Fria Frankrike, i rostfritt stål

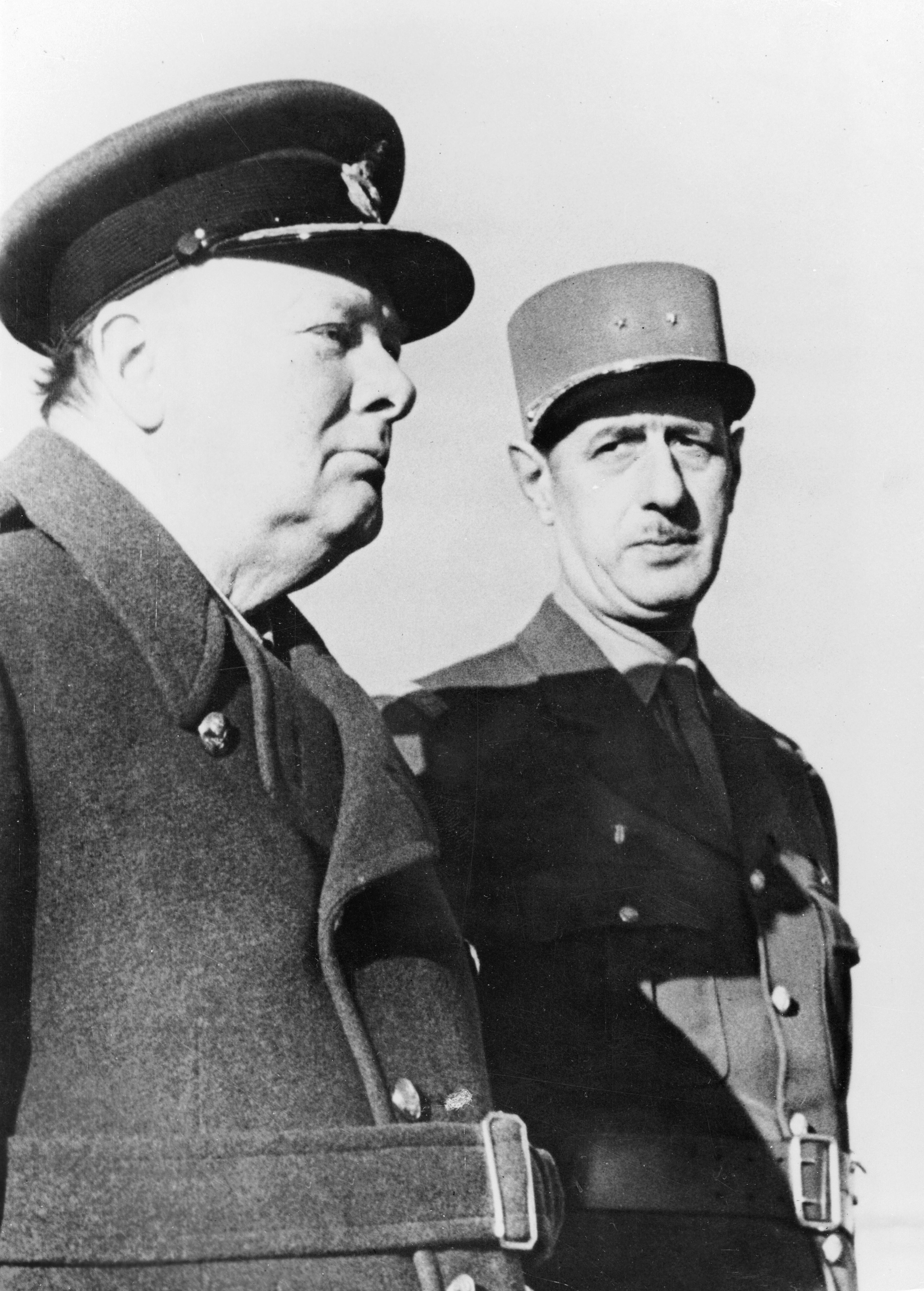
General de Gaulle och Storbritanniens premiärminister Winston Churchill

Efter det tyska anfallet på Frankrike 10 maj 1940 utsågs de Gaulle till regementschef för ett pansarregemente och blev 1 juni 1940 befordrad till brigadgeneral (général de brigade à titre temporaire). Han lyckades hindra tyskarnas framryckning på det aktuella frontavsnittet, men detta fick ingen större betydelse. Därefter blev han vid en regeringsombildning utsedd till biträdande försvarsminister, som en motvikt till de krafter som ville söka vapenvila. Hans första uppgift var att åka till London och försäkra att Frankrike skulle fortsätta kriget samt begära att hela det brittiska flygvapnet skulle hjälpa Frankrike. Denna begäran avslogs då flyget ansågs behövas för att försvara Storbritannien. Då det stod klart att Paris skulle falla fick han på konseljpresidenten Reynauds uppdrag utreda en flytt av regeringen till Bretagne, där ett brohuvud för vidare motstånd skulle upprättas. Regeringen valde dock att flytta till Bordeaux, varefter de krafter som sökte ett vapenstillestånd tog över initiativet.
Då marskalk Pétain begärt vapenstillestånd med tyskarna begav sig de Gaulle med Reynauds tillstånd och ekonomiska stöd till London för att fortsätta motståndet. Den 18 juni 1940 tog han till orda i BBC:s franskspråkiga sändningar och ställde sig i spetsen för det fria Frankrike och manade sina landsmän att fortsätta kampen: ”Vad som än händer får det franska motståndets låga inte slockna”. Han upprättade en vecka senare organisationen Fria Frankrike, som erkändes av Storbritanniens premiärminister Churchill och som fick mer långtskridande befogenheter än exilregeringarna i London, bland annat ställdes franska trupper i England under franskt befäl. Delar av det franska koloniimperiet kom att ansluta sig till de Gaulle, bland andra Tchad, Kamerun och Franska Kongo, som kom att utgöra rekryteringsunderlag för en ny armé.
Den 2 augusti 1940 dömde en militärdomstol tillhörande Vichyregimen de Gaulle i sin frånvaro till döden.
Genom sin resoluta hållning och sitt hävdande av Frankrikes intressen, samt de allierades intresse att hindra att Vichyregeringens flotta underställdes Tyskland, kom han under långa perioder att motarbetas av Churchill, men hade ofta stöd hos utrikesminister Eden och den brittiska opinionen. Amerikanerna kom under hela kriget att negligera och direkt motarbeta de Gaulle och till och med gå så långt att de tillsatte amiral Darlan, en tidigare konseljpresident i Vichyregeringen, som administrativ chef i Alger i november 1942, vilket bland annat medförde att judelagar infördes i det av amerikanska trupper ockuperade Algeriet. I maj 1943 kom de Gaulle till Alger och bildade snart tillsammans med Darlans efterträdare general Giraud le Comité français de la Libération nationale (CFLN), för att ena det befriade franska imperiet. (CFLN tog i juni 1944 namnet Frankrikes provisoriska regering.)
Genom det starka folkliga stödet och anslutningen av den franska motståndsrörelsen till organisationen (som då ändrade namn till det kämpande Frankrike), ett skickligt politiskt agerande samt de med tiden betydande truppstyrkor som de Gaulle förfogade över kunde han hålla sig kvar som ledare och ta över den civila kontrollen i det franska imperiet och sedan även i de befriade områdena i Frankrike efter invasionen i Normandie, vilket var en missräkning för amerikanerna som hade bestämt att Frankrike skulle ställas under amerikansk militärförvaltning. I augusti 1944 kunde han gå nedför Champs-Elysées och motta folkets jubel.

## de Gaulle som politiker
Den fjärde republiken hade en svag presidentmakt. de Gaulle avgick 1946 som regeringschef och bildade partiet RPF, Rassemblement du peuple français (Gaullisterna) med krav på en författningsändring för att stärka presidentens befogenheter. 1953 lämnade de Gaulle partiarbetet för att skriva sina memoarer i Colombey-les-Deux-Églises. Åren därefter har han själv kallat för ökenvandringen, åren utan politiskt inflytande.
Både den franska kolonialmaktens nederlag i Vietnam vid Dien Bien Phu 1954 (varefter det kommunistiska Nordvietnam bildades och den forna kolonialmakten överlät Vietnamfrågan (i Sydvietnam) åt amerikanerna) samt Suezkrisen 1956 passerade utan inblandning av de Gaulle.
Det var ett mer geografiskt närliggande problem som orsakade "ett rop på de Gaulle", nämligen situationen i Algeriet (dit fransmännen hade anlänt redan år 1830, långt före Afrikas egentliga kolonisering). Många fransmän hade bosatt sig vid Algeriets kuster och i Atlasbergen. I Frankrike ansågs Algeriet inte ens vara en koloni, utan en autonom del av moderlandet. Men så betraktade inte Algeriets arabiska och berbiska befolkning saken. Det algeriska befrielsekriget hade utbrutit redan 1954. Fransmännen var dock optimistiska de första åren, men på våren 1958 drabbades de franska styrkorna av flera bakslag. Nu var "ökenvandringens tid" slut för de Gaulle.

### Den nya konstitutionen, den femte franska republiken
I det läget fick de Gaulle utarbeta en ny författning. Denna nya konstitution krävde en folkomröstning, som hölls den 28 september 1958 och stöddes av drygt trettio miljoner väljare (omkring 80 procent av rösterna). Därmed kunde den Femte franska republiken utropas den 4 oktober 1958. Under en övergångsperiod förblev René Coty dess president, men presidentval (första omgången) skulle hållas inom kort.

### Presidentvalet 1958
Det första presidentvalets första och enda omgång i den femte republikens historia hölls den 21 december 1958. Charles de Gaulle erhöll hela 78 procent av rösterna och därmed behövdes inte fler valomgångar. Den 8 januari 1959 tillträdde de Gaulle som Frankrikes president, den förste av den femte republiken och med särskilda befogenheter att lösa krisen.

### Första ämbetsperioden, 1959-1966
Som första åtgärd beslöt de Gaulle att både devalvera den franska francen med 29 procent och introducerade därefter "nouveau franc" till ett värde av 100 gamla franc, "anciens francs". Samtidigt återinfördes de 1945 avskaffade centimes (1 franc = 100 centimes). Mot andra valutor förändrades därmed sammantaget växelkursen av franc till 71 gånger av den gamla kursen (underförstått i de nya sedlarna). Detta var ganska typiskt för de Gaulle, samtidigt som han ansåg att den franska konkurrenskraften behövde förstärkas genom devalveringen, ville han likväl undvika att francen skulle behöva nedlåtas till att behöva mätas i sedlar med många nollor, likt hur den italienska liran var på väg.
Utåt sett gav han bilden av en president som med bestämdhet skulle kämpa för ett franskt Algeriet, men i hemlighet inledde han förhandlingar med den algeriska motståndsrörelsen FLN; i mars 1959 sade han: ”Den franska armén kommer aldrig att lämna detta land och jag kommer aldrig att underhandla med de där figurerna från Kairo och Tunis”.

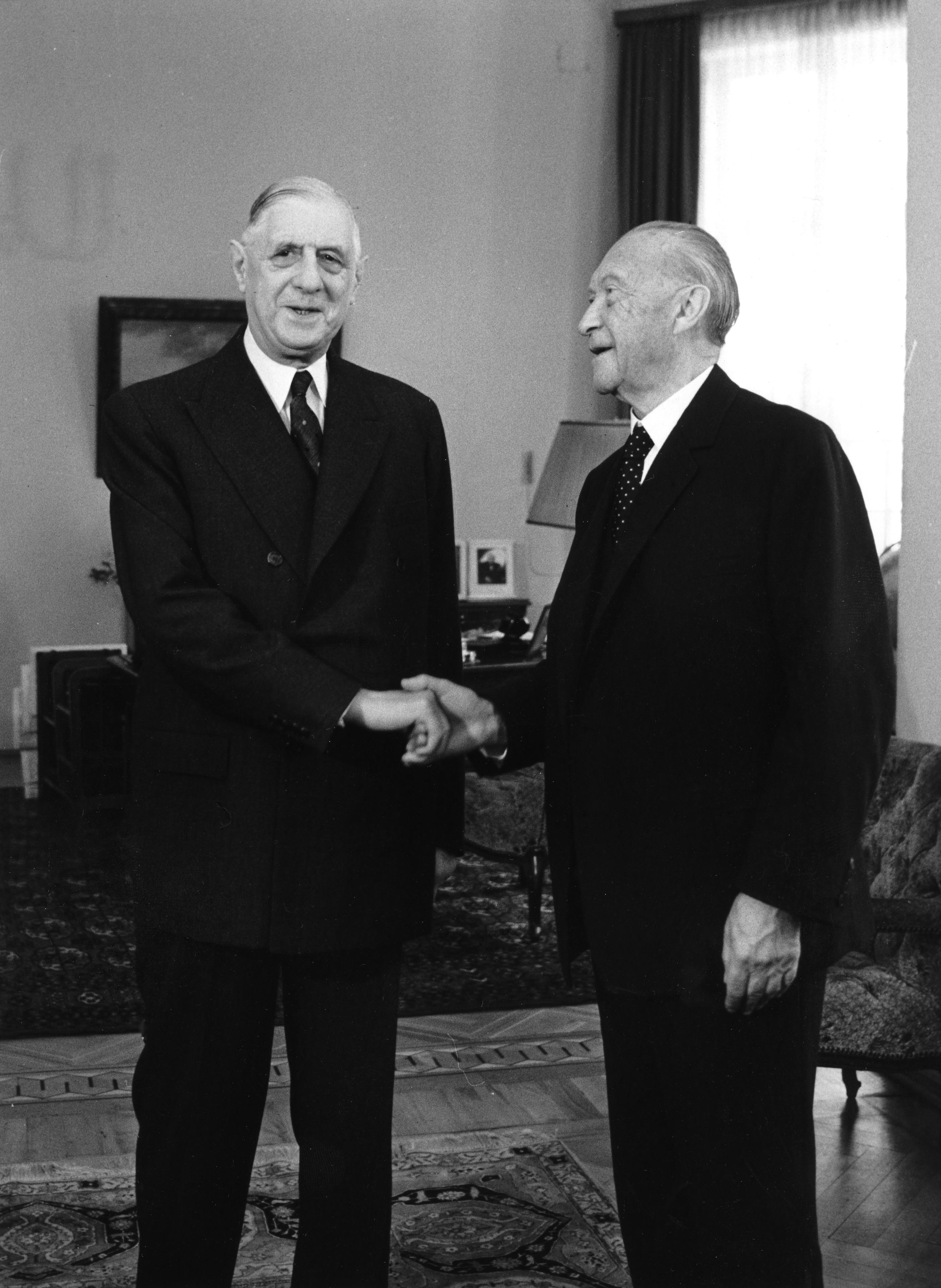
de Gaulle och Konrad Adenauer

I svåra lägen kunde han gå emot parlamentets majoritet genom att använda undantagslagar eller utlysa folkomröstningar. En folkomröstning i januari 1961 gav honom fria händer att ge Algeriet självstyre. Algeriet fick sin självständighet trots protester från den franska armén. I april 1961 försökte generalerna i Algeriet att störta honom, men revolten misslyckades. Under den process som ledde till Algeriets självständighet utsattes de Gaulle för flera mordförsök av OAS.
1960 kunde Frankrike detonera den första atombomben i Algeriets öken och 1968 detonerades en vätebomb.
1962 tog det långvariga inbördeskriget i Algeriet slut och Algeriet utropades som en suverän nation.
1963 skrev de Gaulle tillsammans med Västtysklands förbundskansler Konrad Adenauer under det tysk-franska vänskapsfördraget, Élysée-fördraget, som visade hur de forna ärkefienderna närmat sig varandra efter 1945.
1965 skickade Frankrike upp en satellit. Han erkände Folkrepubliken Kina 1964 trots USA:s ogillande. de Gaulle blev omvald som president 1965 efter att ha besegrat François Mitterrand. Den gaullistiska utrikespolitiken ville ge Frankrike en position i världen och minska beroendet av Storbritannien och USA. För de Gaulle var det tydligt att ett brittiskt medlemskap i EEG skulle hota den fransk-tyska balansen och vid en presskonferens den 14 januari 1964 lade han in sitt veto mot ett brittiskt medlemskap.
Mellan den 30 juni 1965 och den 30 januari 1966 bojkottade de Gaulle och den franska regeringen allt arbete inom EEG-rådet i det som blev känt som den tomma stolens kris. Anledningen var att de Gaulle och den franska regeringen motsatte sig flera förslag som hade lagts fram av EEG-kommissionen om bland annat den gemensamma jordbrukspolitiken och utökad användning av kvalificerad majoritet vid beslutsfattande inom EEG. I slutet av januari 1966 nåddes Luxemburgkompromissen som innebar att medlemsstaterna enades om att alltid sträva efter enhällighet i frågor som ansågs vara av särskilt nationellt intresse.

### Presidentvalet 1965
I enlighet med femte republikens regelverk för presidentval var presidentens valperiod hela 7 år lång (numera nedsatt till 5 år) och sent i november 1965 var det dags för de Gaulle att ställa upp som kandidat för andra gången. Resultatet i första omgången blev:
- Charles de Gaulle  44,65 %
- François Mitterrand 31,72 %
- Jean Lecanuet 15,57 %

Då ingen kandidat erhöll 50 procent eller större andel av rösterna, hölls den 19 december 1965 en andra valomgång mellan de två kandidater som erhållit flest röster i första valomgången, det vill säga de Gaulle och Mitterand. Nu vann de Gaulle med 55,2 procent av väljarna (13 083 699 röster) och därmed var han omvald till januari 1973 (och nästa presidentval senhösten 1972).

### Andra presidentperioden 1966-1969 (avbruten i förtid)
Frankrike lämnade det militära samarbetet inom NATO 1966 och alla amerikanska baser i Frankrike fick stängas.
De omfattande strejkerna och oroligheterna i maj 1968 tog honom på sängen. de Gaulle utlyste därför en folkomröstning den 27 april 1969 om ytterligare utökad presidentmakt, men sågs även gälla förtroendet för de Gaulle. Då 52,4 procent röstade nej till ännu större presidentmakt avgick han dagen efter som president i samband med ett lakoniskt hållet tal. Han efterträddes som president av Georges Pompidou.
Efter sin avgång gjorde de Gaulle ett kritiserat artighetsbesök hos general Franco i det fascistiska Spanien. Charles de Gaulle avled den 9 november 1970.

### Serafimerorden
de Gaulle utnämndes den 8 maj 1963 till riddare av Serafimerorden av kung Gustaf VI Adolf. Hans vapensköld sattes därefter upp i Riddarholmskyrkan efter hans död, i enlighet med ordens traditioner.